# Liste der Museen im Landkreis Tirschenreuth
Die Liste der Museen im Landkreis Tirschenreuth gibt einen Überblick über aktuelle und ehemalige Museen im Landkreis Tirschenreuth in Bayern. Die Museen sind im Museumsverbund das zwoelfer – Die Museen im Landkreis Tirschenreuth zusammengeschlossen.

## Aktuelle Museen
| Gemeinde          | Name                                   | Kurzbeschreibung | gegründet/eröffnet                 | Träger                                                                     | Standort                                  | Bild           | Link |
| ----------------- | -------------------------------------- | --- | ---------------------------------- | -------------------------------------------------------------------------- | ----------------------------------------- | -------------- | ---- |
| Bad Neualbenreuth | Grenzlandheimatstuben                  | Das Museum beschäftigt sich mit der Vertreibung der deutschen Bevölkerung aus den heute tschechischen Gebieten nach dem Zweiten Weltkrieg. Die ehemaligen Bewohner von Grafengrün und Maiersgrün zeigen dort ihre Erinnerungsstücke. | 1982/1991 am heutigen Standort     | Heimatverband der Marienbader Stadt und Land e.V.                          | Grenzlandheimatstuben                     |                |      |
| Bad Neualbenreuth | Sengerhof                              | Das Museum in dem Egerländer Vierseithof zeigt das bäuerliche Leben und Arbeiten im Stiftland. | 2007                               | Markt Bad Neualbenreuth                                                    | Sengerhof                                 | weitere Bilder |      |
| Bärnau            | Deutsches Knopfmuseum                  | Die Knopfindustrie in Bärnau hatte 1957 ihren Höhepunkt erreicht und bis heute werden Knöpfe in der Stadt produziert. Das Museum zeigt, wie die Knöpfe aus verschiedenen Materialien hergestellt wurden. | 1975/1998 am heutigen Standort     | Stadt Bärnau                                                               | Deutsches Knopfmuseum                     | weitere Bilder |      |
| Bärnau            | Geschichtspark Bärnau-Tachov           | Das archäologische Freilandmuseum zeigt das Leben der Menschen vom 9.–14. Jahrhundert in rekonstruierten Gebäuden. | 2011                               | Via Carolina – Goldene Straße e.V.                                         | Geschichtspark Bärnau-Tachov              | weitere Bilder |      |
| Erbendorf         | Heimat- und Bergbaumuseum              | Das Museum zeigt die Geschichte der Stadt Erbendorf anhand der originalen Einrichtung von Werkstätten und Geschäften. Die Abteilung Bergbau beschäftigt sich mit der Geschichte der Arbeit unter Tage und umfasst eine Mineraliensammlung mit Funden aus der Region. | 1995                               | Heimatpflegeverein Erbendorf e.V.                                          | Heimat- und Bergbaumuseum                 | weitere Bilder |      |
| Erbendorf         | Museum Flucht – Vertreibung – Ankommen | Die Dauerausstellung geht zurück bis in die Industrialisierung und erzählt, warum Menschen weggegangen und gekommen sind. Ein Schwerpunkt ist die Vertreibung der Menschen durch den Zweiten Weltkrieg. Anhand von Zeitzeugeninterviews wird gezeigt, wie die Menschen an ihrem neuen Wohnort eine Heimat gefunden haben.                                                                                         | 2023                               | Stadt Erbendorf                                                            | Museum Flucht-Vertreibung-Ankommen        | weitere Bilder |      |
| Falkenberg        | Burg Falkenberg                        | Das Museum behandelt die Geschichte der Burg Falkenberg, die ins 11. Jahrhundert zurückreicht. Der Schwerpunkt der Dauerausstellung erzählt vom Leben des Diplomaten Friedrich-Werner Graf von der Schulenburg, der die Burg Ende der 1930er-Jahre wieder aufbauen ließ und als Mitwisser des Attentat vom 20. Juli 1944 hingerichtet wurde.                                                                      | 2015                               | Forum Falkenberg – Freunde der Burg e.V.                                   | Burg Falkenberg                           | weitere Bilder |      |
| Kemnath           | Heimat- und Handfeuerwaffenmuseum      | Kern der Dauerausstellung ist die Sammlung der Waffen aus dem Fortschauer Armatur-Werk. Diese erste bayerische Gewehrmanufaktur produzierte von 1690 bis 1801 bei Kemnath. Den zweiten Schwerpunkt bilden vorgeschichtliche Funde, die auf die mehr als 50 000 Jahre zurückreichenden Anfänge menschlicher Siedlung im heutigen Kemnather Land hinweisen. Im dazugehörigen Musikeum sind Musikautomaten zu sehen. | 1984                               | Heimatkundlicher Arbeits- und Förderkreis Kemnath und Umgebung e. V. (HAK) | Heimat- und Handfeuerwaffenmuseum Kemnath |                |      |
| Konnersreuth      | Theres-Neumann-Museum                  | Das Museum erzählt aus dem Leben von Therese Neumann, die durch ihre Stigmatisation weltweit bekannt wurde. Dazu werden Objekte aus erster Hand ausgestellt und Wegbegleiter und Freunde kommen zu Wort. | 2022                               | Markt Konnersreuth                                                         | Theres-Neumann-Museum                     |                |      |
| Mähring           | Gelebtes Museum                        | Mähring liegt direkt an der deutsch-tschechischen Grenze und war besonders von der Teilung durch den Eiserner Vorhang betroffen. Das Museum zeigt, wie sich das Leben im Grenzraum verändert hat. | 2016                               | Markt Mähring                                                              | Gelebtes Museum                           |                |      |
| Mitterteich       | Museum Mitterteich                     | Das Museum zeigt am ehemaligen Standort der Porzellanfabrik Mitterteich AG, wie die Menschen dort bis 2005 gearbeitet haben. Daneben ist der Werkstoff Glas früher und heute anhand der Schott AG Teil der Dauerausstellung. Im Bereich Handwerk werden unter anderem Weihnachtskrippen und Zoigl aus Mitterteich vorgestellt.                                                                                    | 2010                               | Stadt Mitterteich                                                          | Museum Mitterteich                        |                |      |
| Plößberg          | Museen im Rathaus                      | Die Dauerausstellung umfasst drei Themenbereiche, die eng miteinander verbunden sind. Das sind der Glasofenbau, durch den die Plößberger Ofenbauer viel gereist sind und die Glasprodukte, die aus ihren Öfen entstanden sind. Die Hauskrippen der Plößberger Laienschnitzer sind der dritte Schwerpunkt des Museums.                                                                                             | 1975                               | Markt Plößberg                                                             | Museen im Rathaus Plößberg                | weitere Bilder |      |
| Tirschenreuth     | Museumsquartier Tirschenreuth          | Das MuseumsQuartier beschäftigt sich in neun Abteilungen mit der Geschichte der Stadt Tirschenreuth. Schwerpunkt liegt beim Thema Fischerei und Teichwirtschaft. Außerdem wird die Vertreibung der deutschen Bevölkerung aus den ehemaligen Kreisen Plan und Weseritz behandelt. Auch dem bayerischen Sprachforscher Johann Andreas Schmeller, der in Tirschenreuth geboren wurde, ist eine Abteilung gewidmet.   | 2008/Abteilung Fischerei seit 1993 | Stadt Tirschenreuth                                                        | MuseumsQuartier Tirschenreuth             | weitere Bilder |      |
| Waldsassen        | Stiftlandmuseum                        | Das Museum zeigt die Geschichte und das Leben im Stiftland anhand von originalen Werkstätten, Geschäften und Industrieprodukten. Weitere Schwerpunkte bilden die religiöse Volkskunst und der Bergbau in der Region. | 1975                               | Stadt Waldsassen                                                           | Stiftlandmuseum                           |                |      |